# Hurjuieni, Suceava
Hurjuieni este un sat în comuna Gălănești din județul Suceava, Bucovina, România.

## Recensământul din 1930
Componența etnică a satului Hurjuieni
     Români (98,9%)
     Germani (1,1%)
Componența confesională a satului Hurjuieni
     Ortodocși (97%)
     Evanghelici\Luterani (1,15%)
     Altă religie (1,85%)
Conform recensământului efectuat în 1930, populația satului Hurjuieni se ridica la 847 locuitori. Majoritatea locuitorilor erau români (98,9%), cu o minoritate de germani (1,1%). Din punct de vedere confesional, majoritatea locuitorilor erau ortodocși (97,0%), dar existau și evanghelici\luterani (1,15%). Alte persoane au declarat: romano-catolici (1 persoană), fără religie (16 persoane).
 Acest articol despre o localitate din județul Suceava este deocamdată un ciot. Puteți ajuta Wikipedia prin completarea lui.